# Ryuichi Sakamoto
Ryuichi Sakamoto (Japans: 坂本 龍一, Sakamoto Ryūichi) (Nakano, 17 januari 1952 – Tokio, 28 maart 2023) was een Japans musicus, componist en acteur.

## Levensloop
Sakamoto werd bekend als lid van de Japanse synthesizer-rockgroep Yellow Magic Orchestra met medeoprichters Haruomi Hosono en Yukihiro Takahashi. De band was een belangrijke voorloper van de acid house en techno muziek aan het eind van de jaren tachtig, begin jaren negentig. Sakamoto werkte met David Sylvian samen op een groot aantal singles en de meeste van Sylvians albums. 
Sakamoto speelde naast de Britse rockzanger David Bowie in de film Merry Christmas, Mr. Lawrence (1983) van de Japanse filmregisseur Nagisa Oshima. Hij schreef ook de muziek voor deze film, waaronder het nummer Forbidden Colours, gezongen door Sylvian. Het werd een bescheiden hit. Sakamoto won een Oscar voor zijn filmmuziek voor The Last Emperor (1987) van Bernardo Bertolucci. Hij heeft ook soundtracks geschreven voor The sheltering sky, High Heels van Pedro Almodóvar, Wild Palms van Oliver Stone en Silk. Ook schreef hij in 2015 samen met Carsten Nicolai, beter bekend als Alva Noto de soundtrack The Revenant.
In 1992 componeerde Sakamoto de muziek voor de openingsceremonie van de Olympische Spelen in Barcelona (1992), die wereldwijd werd uitgezonden en meer dan een miljard kijkers trok. In 1993 componeerde hij de muziek voor de film Little Buddha van Bernardo Bertolucci.
In 1995 werkte hij samen met deephouseproducer Satoshi Tomiie. Ze produceerden het album The Geisha Girls Show voor het Japanse komisch duo Downtown. Deze hebben met Geisha Girls een parodie op hiphop gemaakt, waarbij Sakamoto en Tommiie de beats produceerden. Hij componeerde in 1998 het opstartgeluid van de Sega Dreamcast spelcomputer. In 2004 verscheen het album Chasm, en in 2009 bracht hij Out of noise uit.
Op het gebied van ambientmuziek werkte Sakamoto samen met Alva Noto en Fennesz. Met Noto bracht hij o.a. Vrioon (2002), Insen (2005) en Revep (2005) uit, met Fennesz Sala Santa Cecilia (2005) en Cendre (2007).
Sakamoto is getrouwd geweest met de Japanse pianiste en zangeres Akiko Yano, met wie hij heeft samengewerkt op enkele opnamen.
Hij stond bekend als een tegenstander van auteursrecht dat hij in het informaticatijdperk uit de tijd vond.
Eind juni 2014 werd bij Sakamoto keelkanker ontdekt. Om zich volledig op zijn herstel te richten, trok hij zich tijdelijk uit al zijn lopende projecten terug, zoals het Sapporo International Art Festival 2014, waar hij een belangrijke bijdrage aan heeft geleverd. In augustus 2015 kondigde hij op zijn website aan zich beter te voelen en terug aan het werk te gaan. In 2020 werd opnieuw kanker bij hem vastgesteld.
Sakamoto overleed op 28 maart 2023 op 71-jarige leeftijd aan kanker. Zijn dood werd pas bekendgemaakt op 2 april, na de uitvaart in familiale kring. Tot op het laatst van zijn leven maakte hij muziek. 

## Studioalbums
- 1978: Thousand Knives
- 1979: Summer Nerves
- 1980: B-2 Unit
- 1981: Left Handed Dream
- 1982: The End of Asia
- 1983: Coda
- 1983: Chanconette Tedesche
- 1985: Esperanto
- 1987: Neo Geo
- 1988: Playing the Orchestra
- 1989: Beauty
- 1990: The Fantasy of Light & Life
- 1991: Peachboy
- 1991: Heartbeat
- 1993: Asian Games
- 1994: Sweet Revenge
- 1995: Smoochy
- 1996: 1996
- 1997: Discord
- 1997: The Other Side of Love
- 1998: BTTB
- 1999: Life in Progress
- 1999: Raw Life Osaka
- 1999: Raw Life Tokyo
- 2000: L.O.L. (Lack of Love)
- 2001: In the Lobby at G.E.H. in London
- 2002: Elephantism
- 2002: Comica
- 2003: Alexei and the Spring
- 2003: Derrida
- 2004: Chasm
- 2004: /04
- 2005: /05
- 2006: Bricolages
- 2007: Ocean Fire
- 2009: Out of Noise
- 2010: Taeko
- 2012: Ancient Future
- 2013: Three
- 2013: Disappearance
- 2015: Perpetual
- 2017: async
- 2023: 12

## Filmografie
- 1983: It's All Right, My Friend
- 1983: Merry Christmas, Mr. Lawrence
- 1986: The Adventures of Milo and Otis
- 1987: Royal Space Force: The Wings of Honnêamise
- 1987: The Last Emperor (met David Byrne en Cong Su)
- 1990: The Handmaid's Tale
- 1990: The Sheltering Sky
- 1991: Tacones lejanos
- 1992: Tokyo Decadence
- 1992: Wuthering Heights
- 1993: Little Buddha
- 1995: Wild Side
- 1998: Snake Eyes
- 1998: Love Is the Devil: Study for a Portrait of Francis Bacon
- 1999: Taboo
- 2002: Femme Fatale
- 2003: Life Is Journey
- 2004: Appleseed
- 2004: Tony Takitani
- 2005: Shining Boy & Little Randy
- 2007: Silk
- 2009: Women Without Men
- 2011: Hara-Kiri: Death of a Samurai
- 2012: I Have to Buy New Shoes (met Kotoringo)
- 2015: Living with My Mother
- 2015: The Revenant (met Alva Noto)
- 2016: Any Other Normal (met Alva Noto)
- 2016: Ikari
- 2017: Star Sand
- 2017: Namhansanseong
- 2018: My Tyrano: Together, Forever
- 2019: Paradise Next
- 2019: Proxima
- 2020: Minamata
- 2020: Love After Love
- 2021: Beckett
- 2022: After Yang (met Aska Matsumiya)

## Prijzen en nominaties

### Academy Awards
| Jaar | Titel            | Categorie        | Uitslag  |
| ---- | ---------------- | ---------------- | -------- |
| 1988 | The Last Emperor | Beste filmmuziek | Gewonnen |

### BAFTA Awards
| Jaar | Titel                         | Categorie        | Uitslag     |
| ---- | ----------------------------- | ---------------- | ----------- |
| 1984 | Merry Christmas, Mr. Lawrence | Beste filmmuziek | Gewonnen    |
| 1989 | The Last Emperor              | Beste filmmuziek | Genomineerd |
| 2016 | The Revenant                  | Beste filmmuziek | Genomineerd |

### Golden Globe Awards
| Jaar | Titel              | Categorie        | Uitslag     |
| ---- | ------------------ | ---------------- | ----------- |
| 1988 | The Last Emperor   | Beste filmmuziek | Gewonnen    |
| 1991 | The Sheltering Sky | Beste filmmuziek | Gewonnen    |
| 2016 | The Revenant       | Beste filmmuziek | Genomineerd |

### Grammy Awards
| Jaar | Titel            | Categorie                                                              | Uitslag     |
| ---- | ---------------- | ---------------------------------------------------------------------- | ----------- |
| 1989 | The Last Emperor | Beste album van instrumentale achtergrondmuziek voor film of televisie | Gewonnen    |
| 1995 | Little Buddha    | Beste instrumentale compositie voor film of televisie                  | Genomineerd |
| 2017 | The Revenant     | Beste partituur soundtrack voor visuele media                          | Genomineerd |

## Hitlijsten

### Albums
| Album met eventuele hitnotering(en) in de Nederlandse Album Top 100 | Datum van verschijnen | Datum van binnenkomst | Hoogste positie | Aantal weken | Opmerkingen |
| ------------------------------------------------------------------- | --------------------- | --------------------- | --------------- | ------------ | ----------- |
| Merry Christmas Mr. Lawrence                                        | 1983                  | 16-07-1983            | 12              | 12           | soundtrack  |
| Beauty                                                              | 1989                  | 07-04-1990            | 57              | 8            |             |

| Album met hitnotering(en) in de Vlaamse Ultratop 200 albums | Datum van verschijnen     | Datum van binnenkomst | Hoogste positie | Aantal weken | Opmerkingen |
| ----------------------------------------------------------- | ------------------------- | --------------------- | --------------- | ------------ | ----------- |
| The Revenant                                                | 2015 (download) 2016 (CD) | 30-01-2016            | 78              | 7            | soundtrack  |

### NPO Radio 2 Top 2000
| Nummer met noteringen in de NPO Radio 2 Top 2000 | '09  | '10 | '11  | '12  | '13  | '14  | '15  | '16  | '17  | '18  | '19  |
| ------------------------------------------------ | ---- | --- | ---- | ---- | ---- | ---- | ---- | ---- | ---- | ---- | ---- |
| Forbidden Colours (met David Sylvian)            | 1023 | 989 | 1038 | 1125 | 1130 | 1072 | 1230 | 1371 | 1387 | 1945 | 1852 |

1. ↑  Een vetgedrukt getal geeft de hoogste notering aan.
2. ↑  2009 was het eerste jaar met een notering voor dit nummer.
3. ↑  Deze tabel is bijgewerkt tot en met de laatste editie (2024).